# Errico Malatesta
Errico Malatesta (ur. 14 grudnia 1853 w Santa Maria Capua Vetere koło Neapolu, zm. 22 lipca 1932 w Rzymie) – włoski anarchista i pisarz, teoretyk ruchu anarchistycznego we Włoszech.

## Życiorys
Malatesta studiował medycynę na Uniwersytecie Neapolitańskim. Przerwał studia, by poświęcić się anarchizmowi. W 1871 r. wstąpił do neapolitańskiej sekcji Międzynarodówki, gdzie poznał m.in. Michaiła Bakunina. Dwukrotnie osadzany w więzieniu za rozpowszechnianie idei Międzynarodówki we Włoszech. W 1877 r. dowodził oddziałem powstańczym w prowincji Benevento. Uzbrojony oddział zajął bez walki wioskę Letino, wywłaszczono dobra, zniszczono oficjalne dokumenty, a broń i pieniądze rozdano ludziom. Działalność oddziału trwała rok; potem wszyscy członkowie oddziału zostali aresztowani i wtrąceni do więzienia.
Po wyjściu z więzienia Malatesta udał się do Genewy, gdzie współpracował z Kropotkinem. Wydalony ze Szwajcarii przybył do Londynu, gdzie w 1881 r. powołano Międzynarodówkę Anarchistyczną. W 1889 r. udało
mu się uciec przez Maltę.
Walczył przeciwko brytyjskim kolonistom w Egipcie. Systematycznie wydalany z różnych krajów, mieszkał w Buenos Aires i Londynie. W Argentynie współtworzył ruch robotniczy.
Od 1924 do 1926 r. Malatesta wydawał anarchistyczny miesięcznik Pensiere e Volontà (Myśl i wola), w którym ukazały się najważniejsze teksty jego autorstwa. Od 1926 r. mieszkał w Rzymie, gdzie zarabiał na życie jako elektryk. Do jego śmierci w 1932 r. kontrolowała go i śledziła faszystowska policja. Pod koniec 1926 r. faszystowski rząd Mussoliniego nałożył na niego areszt domowy.